# Adair Crawford
Adair Crawford (1748 – Lymington, luglio 1795) è stato un chimico e medico irlandese.
Pioniere dei metodi calorimetrici per la misura della capacità termica delle sostanze e del calore di reazione. Il suo libro Experiments and Observations on Animal Heat, and the Inflammation of Combustible Bodies fu famoso e venne tradotto in varie lingue. Contribuì anche alla scoperta dello stronzio.

## Notizie biografiche
Adair Crawford nacque vicino a Belfast e studiò medicina alle università di Glasgow e di Edimburgo. Nel 1977 a Glasgow iniziò i suoi esperimenti sulla combustione e sul calore animale. Fu professore di chimica alla Royal Military Academy di Woolwich e medico al St Thomas' Hospital di Londra. Nel 1786 diventò membro della Royal Society. A soli quarantasei anni per motivi di salute si ritirò a Lymington (Hampshire), dove morì nel 1795.

## Contributi scientifici

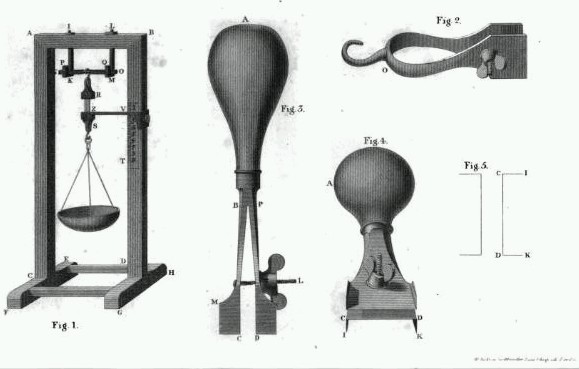
Disegno di alcune apparecchiature usate da Crawford

Crawford fu un ottimo sperimentatore. Non è un caso che il titolo delle sue pubblicazioni inizi in genere con la parola experiments. Crawford descrisse dettagliatamente i suoi esperimenti e i loro risultati in modo chiaro, astenendosi di solito da teorizzazioni e interpretazioni eccessive. Crawford credeva alla teoria del flogisto, ma senza essere dottrinario. Nel libro Experimental Enquiry into the Effects of Tonics and Other Medicinal Substances on the Cohesion of Animal Fibre, scritto verso la fine della sua vita e pubblicato postumo, Crawford offre una presentazione molto chiara del suo metodo scientifico. Ecco un esempio:

Nel tentativo di determinare quali variazioni abbiano luogo nelle fibre animali quando esposte all'azione del vino di Porto, furono presi sei campioni dell'intestino tenue di un gattino. Tre di questi furono introdotti in una fiala, quasi riempita di vino di Porto, chiusa con un tappo di sughero; i rimanenti tre furono immersi in acqua, per riferimento. Tenuti in luogo fresco per tre giorni, i campioni a contatto con il vino risultarono di maggiore compattezza rispetto a quelli immersi nell'acqua. La somma dei pesi necessari per rompere i primi fu 9 lb e 0 oz; la somma di quelli necessari per rompere i secondi fu 7 lb e 4 oz. ... Allo scopo di evitare errori in misure di questo tipo è importante che i campioni di intestino siano per quanto possibile della stessa lunghezza. Essi dovrebbero avere all'incirca lo stesso grado di curvatura. Un campione molto curvo di intestino si rompe più facilmente di uno diritto. ... Se le prove sono ripetute frequentemente si ottengono risultati che si avvicinano alla verità. ... Dalle prove precedenti risulta che la compattezza, l'elasticità e la robustezza dell'intestino di un gattino sono notevolmente aumentati immergendoli per tre giorni nel vino di Porto. Tuttavia, ho trovato che è sufficiente un tempo molto inferiore perché il vino produca il suo effetto. In vari esperimenti un chiaro aumento della coesione sembra essere avvenuto in meno di un'ora; dopo che sono passate dieci ore penso che non si produca più alcun ulteriore aumento.

### Calorimetria

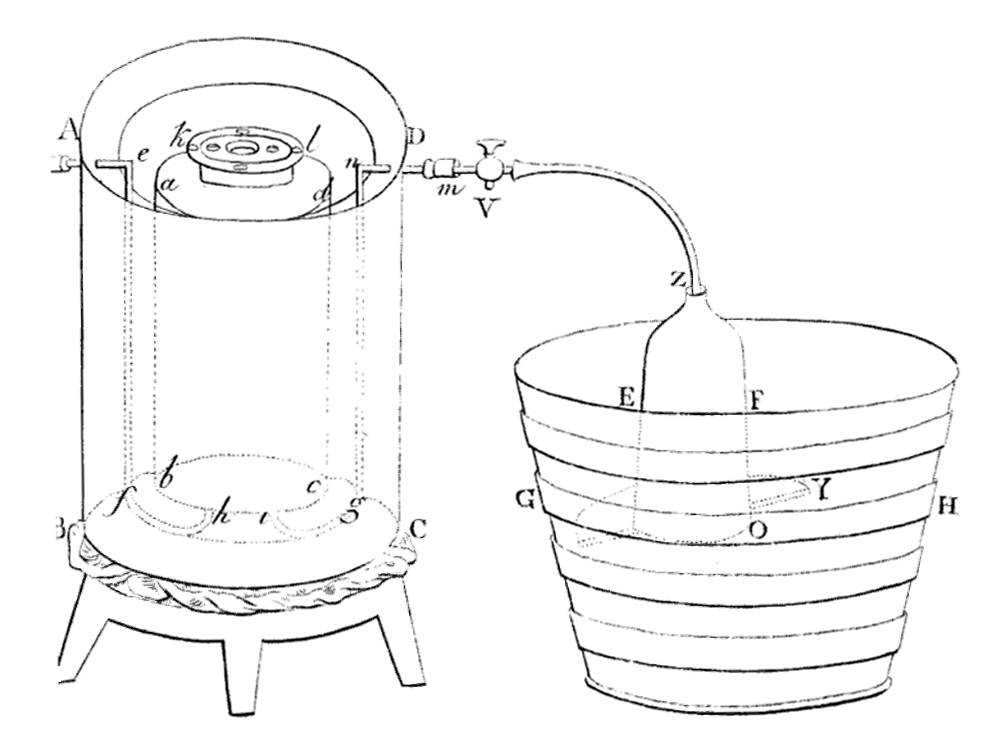
Schema del calorimetro di Crawford

Crawford diede notevoli contributi alla calorimetria, alla combustione e alla respirazione. Crawford a Glasgow e Lavoisier a Parigi furono i primi a condurre quasi simultaneamente misure di calorimetria su animali, confrontando il calore emesso durante la respirazione di un animale rispetto a quello sprigionato da una candela accesa. Lavoisier usò un calorimetro a ghiaccio dove il campione in esame era posto in una camera circondata da ghiaccio, e il calore sviluppato poteva essere misurato pesando l'acqua che si formava per scioglimento del ghiaccio. Nonostante lo svantaggio che questo calorimetro potesse essere utilizzato solo d'inverno, Lavoisier fu il primo a capire che la vita è una combustione lenta alimentata dalla respirazione.
Crawford aveva già fatto misure di calorimetria per combustione di materiali prima di passare a misurare lo sviluppo di calore in animali. Egli sostenne che il calorimetro a ghiaccio non fosse adatto per studi sulla respirazione dato che gli animali respirano più velocemente in un ambiente freddo. Costruì quindi un calorimetro dove il calore scambiato era misurato dalla variazione di temperatura in una camera riempita d'acqua che circondava il compartimento centrale. Con questo calorimetro ottenne dati che confermarono gli studi di Lavoisier. L'apparecchio fu descritto nella seconda edizione del suo Experiments and Observations on Animal Heat (1788), testo che fu tradotto in varie lingue, compreso l'italiano. Il calorimetro di Crawford aveva il vantaggio di poter essere utilizzato in un ampio campo di temperature, e diventò il tipo più comunemente utilizzato.

### Scoperta dello stronzio
Nel 1790, assieme al suo collega William Cruickshank della Royal Military Academy di Woolwich, Crawford notò che la stronzianite differiva dai minerali di bario, e di conseguenza può essere considerato lo scopritore dello stronzio. Tuttavia furono Klaproth e Hope, nel 1798, a capire che lo stronzio era un elemento, e lo stronzio elementare fu poi isolato tramite elettrolisi nel 1808 da Sir Humphry Davy.

### Altre opere
Oltre agli articoli citati in precedenza, Crawford pubblicò nel 1790 un trattato su alcuni aspetti del materiale canceroso.